# عز الدين المناصرة
عز الدين المناصرة (وُلد في 11 أبريل 1946 في بني نعيم – تُوفي في 5 أبريل 2021 في عمان)، شاعر وناقد ومفكر وأكاديمي فلسطيني. حائز على عدة جوائز كأديب وكأكاديمي. وهو من شعراء المقاومة الفلسطينية منذ أواخر الستينيات حيث اقترن اسمه بالمقاومة المسلحة والثقافية وبشعراء مثل محمود درويش وعبد الكريم الكرمي وسميح القاسم وتوفيق زياد، أو كما يطلق عليهم مجتمعين «الأربعة الكبار في الشعر الفلسطيني». حيث غنى قصائده مارسيل خليفة وغيره واشتهرت قصيدتيه «جفرا» و«بالأخضر كفناه». ساهم في تطور الشعر العربي الحديث وتطوير منهجيات النقد الثقافي. وصفه إحسان عباس كأحد رواد الحركة الشعرية الحديثة.
حصل على شهادة (الليسانس) في اللغة العربية والعلوم الإسلامية من جامعة القاهرة عام 1968 حيث بدأ مسيرته الشعرية، ومن ثم انتقل إلى الأردن وعمل كمدير للبرامج الثقافية في الإذاعة الأردنية في العام 1970 وحتى 1973. أسس في نفس الفترة رابطة الكتّاب الأردنيين مع ثلة من المفكرين والكتاب الأردنيين.
انخرط المناصرة في صفوف الثورة الفلسطينية بعد انتقالها إلى بيروت، حيث تطوع في صفوف المقاومة العسكرية بالتوازي مع عمله في المجال الثقافي الفلسطيني والمقاومة الثقافية كمستقل، وأيضاً ضمن مؤسسات الثورة كمحرر ثقافي لمجلة «فلسطين الثورة» الناطقة باسم منظمة التحرير الفلسطينية وكمدير تحرير ل«جريدة المعركة» (الصادرة أثناء حصار بيروت) بالإضافة إلى عمله كسكرتير تحرير «مجلة شؤون فلسطينية» التابعة لمركز الأبحاث الفلسطيني في بيروت. تم انتخابه كعضو للقيادة العسكرية للقوات الفلسطينية – اللبنانية المشتركة في منطقة جنوب بيروت إبان بدايات الحرب الاهلية اللبنانية عام 1976. تم تكليفه من قبل ياسر عرفات ليدير مدرسة أبناء وبنات مخيم تل الزعتر بعد تهجير من تبقى من أهالي المخيم إلى قرية الدامور اللبنانية.
أكمل دراساته العليا لاحقاً، وحصل على (شهادة التخصص) في الأدب البلغاري الحديث، ودرجة الدكتوراه في النقد الحديث والأدب المقارن في جامعة صوفيا عام 1981. بعد عودته إلى بيروت عام 1982 شارك في صفوف المقاومة من جديد أثناء حصار بيروت، وأشرف على إصدار جريدة المعركة إلى أن غادر بيروت ضمن صفوف الفدائيين كجزء من صفقة إنهاء الحصار.
تنقل المناصرة بين عدة بلدان قبل أن تحط به الرحال في الجزائر عام 1983، حيث عمل كأستاذ للأدب في جامعة قسنطينة ثم جامعة تلمسان. انتقل في مطلع التسعينيات إلى الأردن حيث أسس قسم اللغة العربية في جامعة القدس المفتوحة (قبل أن ينتقل مقرها إلى فلسطين) وبعدها صار مديرا لكلية العلوم التربوية التابعة لوكالة غوث اللاجئين الفلسطينيين (الأونروا) وجامعة فيلادلفيا حيث حصل على رتبة الأستاذية (بروفيسور) عام 2005. حصل على عدة جوائز في الأدب من ضمنها: جائزة الدولة الأردنية التقديرية في حقل الشعر عام 1995، وجائزة القدس عام 2011.

## حياته

### النشأة

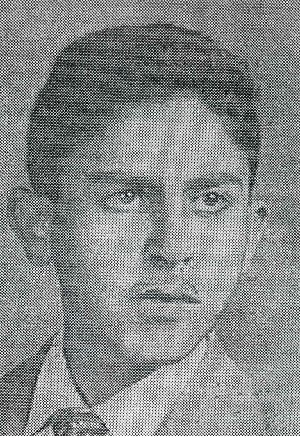
عز الدين المناصرة، مدرسة الحسين بن علي الثانوية، الخليل، فلسطين، 1963.

وُلد محمد عز الدين المناصرة في الحادي عشر من شهر أبريل عام 1946، في قرية بني نعيم التي كانت في ذلك الحين تحت حكم الانتداب البريطاني في فلسطين. والده الشيخ عز الدين عبد القادر المناصرة، كان أحد وجهاء منطقة الخليل ومحكما عشائريًا، وكان جده شاعراً شعبياً في جبل الخليل منذ مطلع القرن العشرين، وحتى وفاته عام 1941. والدته نفيسة موسى المناصرة. لدى المناصرة ثلاثة اشقاء: «شحدة» وهو الأخ الأكبر عمل كموظف في البريد الأردني وترجم رواية «حول العالم في ثمانين يوما» لجول فيرن للغة العربية، الأخ الثاني: «داود» درس إدارة الأعمال في الولايات المتحدة وعمل كمحاسب في عدة بلدان عربية، والأخ الأصغر: عباس أكمل دراسته في جامعة دمشق وعمل في مهنة التدريس وله مؤلفات وأبحاث في النحو والتاريخ والأدب الإسلامي. بدأ المناصرة دراسته في ابتدائية بني نعيم ومن ثم التحق بثانوية الحسين بن علي في مدينة الخليل. بدأ منذ صغره بنظم الشعر ونشر المقالات في المجلات الأدبية الرائجة في تلك الفترة بداية العام 1962. تأثر شعر المناصرة بخصوصية المكان الذي ترعرع فيه حيث تكونت لديه صلة وثيقة بالأساطير والثقافة الشعبية ونمط الحياة المرتبط بتاريخ المنطقة الممتد منذ بروز الكنعانيين في العصر النحاسي إلى العصر الحديث. ظهر هذا التأثر من خلال المفردات والتعابير واستخدام المناصرة للمفاهيم الثقافية المتنوعة المرتبطة بتاريخ فلسطين القديم والحديث.

### مرحلة مصر (1964-1970)

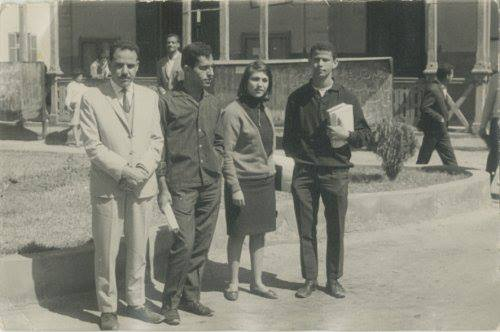
لجنة أبناء فلسطين في كلية دار العلوم، وهم: صالح أبو أصبع، المرحومة شاهيناز استيتية، عز الدين المناصرة، نبيل خالد الأغا.

بتاريخ 15 أكتوبر 1964 غادر فلسطين عبر مطار قلنديا في القدس إلى القاهرة ليلتحق بجامعة القاهرة في الجمهورية العربية المتحدة حيث حصل على شهادة (الليسانس) في اللغة العربية والعلوم الإسلامية عام 1968. انضم إلى الاتحاد العام لطلبة فلسطين – فرع القاهرة وانضم إلى «الجمعية الأدبية المصرية». عمل المناصرة كمراسل صحافي لمجلة «الأفق الجديد» الصادرة في القدس (1964 – 1966)، ومجلة «فلسطين- ملحق المحرر» في بيروت (1965 – 1966)، ومجلتي (الهدف، 1969) التي كان يرأس تحريرها غسان كنفاني، و (مواقف) في بيروت، التي كان يرأس تحريرها الشاعر السوري أدونيس منذ صدورها عام 1968. أثناء مرحلة القاهرة حاز المناصرة على جائزة الجامعات المصرية في الشعر عام 1968 حين منحت لأول مرة لقصائد شعر التفعيلة والتي كانت ما تزال غير معترف بها كنمط شعري من قبل جيل الشعراء التقليديين المسيطر في ذاك الوقت. كان المناصرة يلتقي بشكل دوري مع نجيب محفوظ كجزء من نشاطهم في مقهى ريش. في تلك الفترة أيضاً عرف الشاعر باسم «عز الدين» بدلاً عن اسمه «محمد»، وحمل هذا الاسم منذ ذلك الحين. أثناء تواجده في القاهرة شهد المناصرة أحداث حرب 1967 التي شنتها إسرائيل على الدول العربية المجاورة، حيث انتهت بانتصار إسرائيل خلال 6 أيام مما نتج عنه خسارة الضفة الغربية وقطاع غزة واحتلال أراض عربية أخرى. شكّل هذا الحدث علامة فارقة في حياة المناصرة، حيث لم يستطع منذ ذلك التاريخ العودة إلى مسقط رأسه في بني نعيم، أيضاً شكلت له نتائج الحرب صدمة عاطفية وساهمت في تكوين تجربته الشعرية لاحقاً. تطوع المناصرة على إثر الحرب للتدريب العسكري تحت إشراف جيش التحرير الفلسطيني في مصر، حيث بدأت تتوسع في تلك الفترة نواة المقاومة الفلسطينية الشعبية المسلحة.

### مرحلة الأردن (1970-1973)

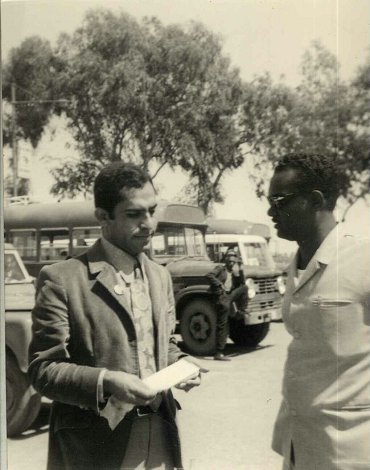
عزالدين المناصرة مع الشاعر السوداني صلاح أحمد إبراهيم، البصرة، العراق، 1971.

انتقل المناصرة إلى الأردن وساهم في بناء المشهد الثقافي في الأردن مع نخبة من المفكرين المثقفين الأردنيين والفلسطينيين، وعمل كمدير للبرامج الثقافية في الإذاعة الأردنية من العام 1970 وحتى 1973. أسس في نفس الفترة رابطة الكتاب الأردنيين مع ثلة من المفكرين والكتاب الأردنيين حيث تم انتخابه كعضو (مقرر) اللجنة التأسيسية التحضيرية إلى جانب شخصيات مثل محمود سيف الدين الإيراني، وعيسى الناعوري، ومحمود السمرة، والمحامي عدي مدانات، والناشر أسامة شعشاعة. وربطت المناصرة صداقة وثيقة مع الروائي الأردني تيسير سبول تعززت أثناء عملهما في الإذاعة الأردنية. عايش المناصرة أحداث أيلول الأسود الدامية بين المنظمات الفلسطينية والنظام الأردني، لكن الشاعر لم يشارك فيها على الرغم من نشاطه الثقافي الداعم لمنظمة التحرير. تعرض المناصرة إلى المضايقة من قبل الجهات الأمنية في الفترة اللتي أعقبت أيلول الأسود شأنه شأن العديد من الشخصيات الفلسطينية والأردنية الداعمة للعمل الفدائي ومنظمة التحرير، مما اضطره إلى الرحيل إلى بيروت، بتاريخ (14/ 1/ 1974).

### مرحلة لبنان (1974-1982)

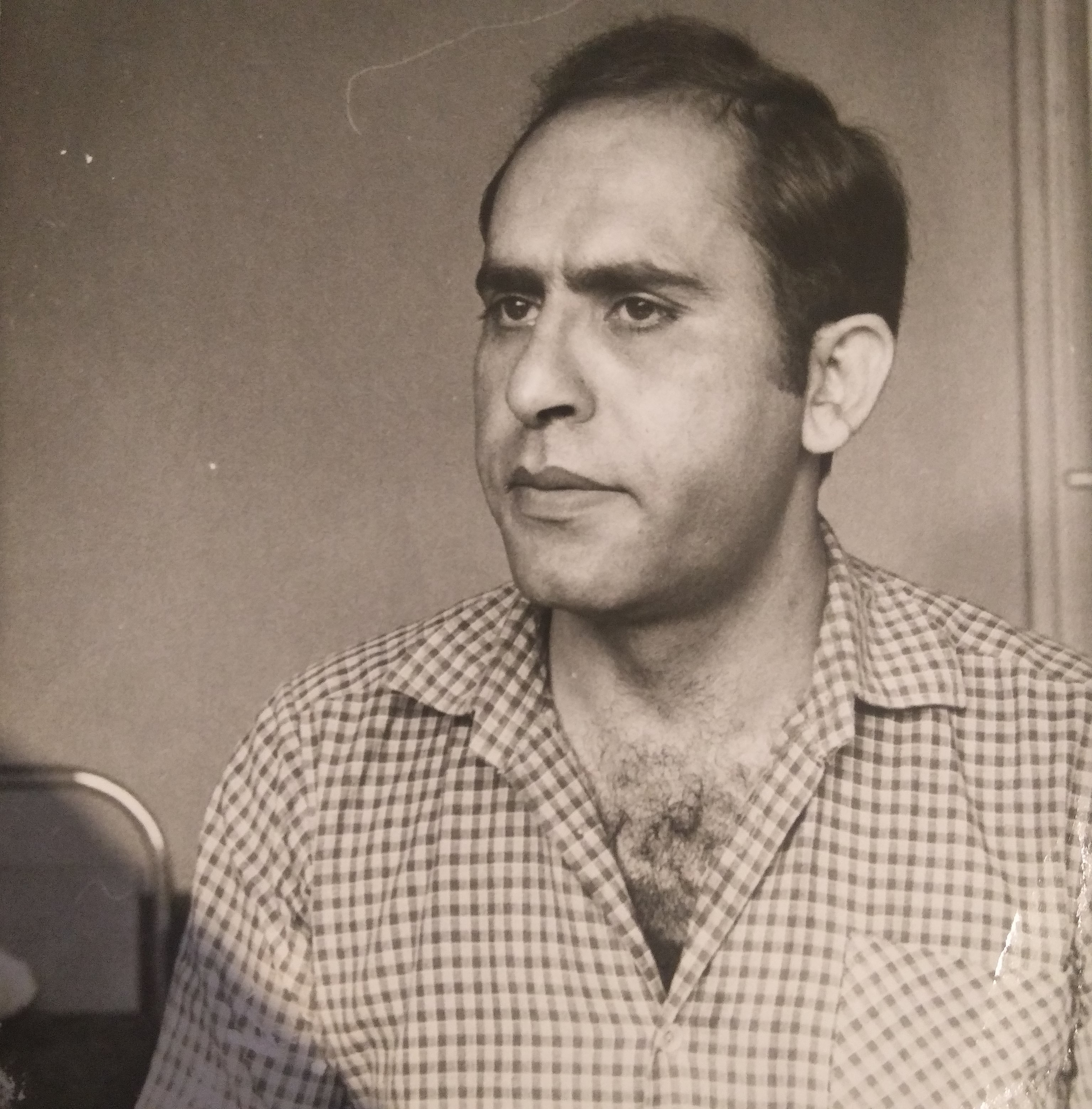
عز الدين المناصرة في منتصف سبعينيات القرن العشرين

انتقل المناصرة إلى بيروت لينخرط في صفوف الثورة الفلسطينية، تطوع في صفوف المقاومة العسكرية بالتوازي مع عمله في المجال الثقافي الفلسطيني والمقاومة الثقافية كمستقل وأيضاً ضمن مؤسسات الثورة كمحرر ثقافي لمجلة «فلسطين الثورة» الناطقة باسم منظمة التحرير الفلسطينية بالإضافة إلى عمله كسكرتير تحرير «مجلة شؤون فلسطينية» التابعة لمركز الأبحاث الفلسطيني في بيروت. تم انتخابه كعضو للقيادة العسكرية للقوات الفلسطينية – اللبنانية المشتركة في منطقة جنوب بيروت إبان بدايات الحرب الأهلية اللبنانية عام 1976. تم تكليفه من قبل ياسر عرفات ليدير مدرسة أبناء وبنات مخيم تل الزعتر بعد تهجير أهالي المخيم إلى قرية الدامور اللبنانية. عايش فترة الاجتياح الإسرائيلي للبنان وحصار بيروت، حينها عمل كمدير تحرير ل«جريدة المعركة» (الصادرة أثناء حصار بيروت). شارك في معركة المتحف وغادر المناصرة بحرا مع قوات منظمة التحرير الفلسطينية ضمن صفقة فك الحصار التي وافقت عليها المنظمة وحلفاؤها مقابل إيقاف الحرب وانسحاب الجيش الإسرائيلي بالإضافة إلى حماية المخيمات الفلسطينية.

## العمل الفدائي

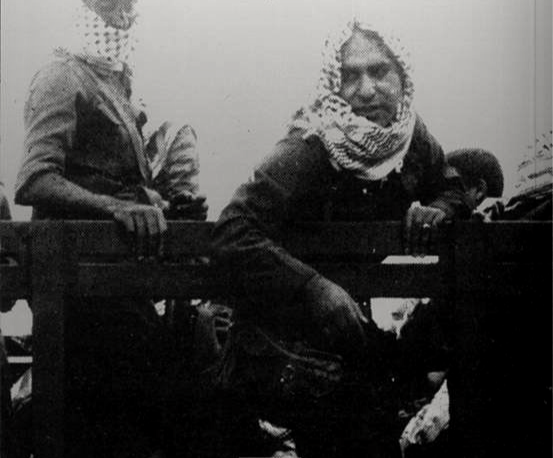
صورة نادرة لعزالدين المناصرة بتاريخ 1\9\1982 اثناء خروج الفدائيين من بيروت بعد اتفاق فك الحصار.

بدأ المناصرة عمله الفدائي حين تطوع في الدورة العسكرية في جامعة القاهرة، صيف 1967، عقب حرب الستة أيام، حيث تم تكليف جيش التحرير الفلسطيني بمهمة تدريب الطلبة الفلسطينيين على استخدام السلاح، لكن المناصرة لم يشترك بأي عمل مسلح انطلاقا من الأراضي المصرية أو الأردنية طيلة الفترة اللاحقة إلى أن انتقل إلى بيروت في العام 1974. مع انطلاقة الحرب الأهلية اللبنانية عام 1975 شاركت المنظمات الفلسطينية، مثل فتح والجبهة الشعبية، حلفاءها في الحركة الوطنية اللبنانية عسكريا وماديا في حربها ضد الجبهة اللبنانية اليمينية في لبنان. في سياق هذه الحرب تم الاعتداء على العديد من المخيمات الفلسطينية وارتكاب مجازر مثل مجزرة الكرنتينا ومجزرة مخيم تل الزعتر، اشترك المناصرة في العمليات العسكرية بعد تلقيه دورة عسكرية (دورة الكرامة)، في بيروت، 1976، حيث تطوّع للقتال في جنوب لبنان وخاض معركة كفرشوبا في يناير 1976 ضد الجيش الإسرائيلي. تم انتخابه عضواً في قيادة جبهة جنوب بيروت (منطقة الشياح- عين الرمانة) ضمن صفوف القوات الفلسطينية-اللبنانية المشتركة، عام 1976، ليتولى مسؤولية قيادة عدة محاور عسكرية في منطقة جنوب بيروت: (مارون مسك-كنيسة مارمخايل- أبو البلاوي- روزالي حرب). في يونيو/ حزيران 1976 قام المناصرة بقيادة معركة المطاحن، بهدف تخفيف الحصار عن مخيم تل الزعتر الذي تم تدميره في 12-8-1976 وهجّر أهله. إبان الاجتياح الإسرائيلي للبنان في العام 1982، انحصر نشاطه في الجانب الإعلامي التوعوي من خلال جريدة المعركة ولكنه شارك كمقاتل في معركة المتحف في أغسطس 1982 خلال حصار بيروت. سرد المناصرة تفاصيل المرحلة الأولى للحرب الأهلية اللبنانية من خلال كتاب عشاق الرمل والمتاريس. في نهاية المرحلة اللبنانية للمنظمة والعمل الفدائي، وكذلك للمناصرة، تم توقيع صفقة عبر وساطة أمريكية-عربية لخروج المنطمة والفدائيين الفلسطينيين مقابل إيقاف القصف الإسرائيلي والحفاظ على سلامة المخيمات بعد خروج الفدائيين. بتاريخ 1\9\1982 خرج المناصرة مع آخر مجموعة فدائيين على متن سفينة شمس المتوسط اليونانية إلى مدينة طرطوس على الساحل السوري ومنها إلى الأردن ليبدأ فصلا جديدا من رحلة المنفى كما يصفها بنفسه.

## المجموعات الشعرية[14]
1. يا عنب الخليل، القاهرة – بيروت، 1968.
2. الخروج من البحر الميت، بيروت، 1969.
3. مذكرات البحر الميت، بيروت، 1969.
4. قمر جَرَشْ كان حزيناً، بيروت، 1974.
5. بالأخضر كفّناه، بيروت، 1976.
6. جفرا، بيروت، 1981.
7. كنعانياذا، بيروت، 1981.
8. حيزية عاشقة من رذاذ الواحات -عمّان، 1990.
9. رعويّات كنعانية، قبرص، 1992.
10. لا أثق بطائر الوقواق،- رام الله، 2000.
11. لا سقف للسماء،- عمَّان، 2009.
12. يتوهج كنعان، (مختارات شعرية)، دار ورد، عمّان، 2008.

## الكتب النقدية، والفكرية
1. الفن التشكيلي الفلسطيني-منشورات فلسطين الثورة-بيروت -1975.
2. السينما الإسرائيلية في القرن العشرين، بيروت، 1975.
3. إشكالات قصيدة النثر، بيروت – رام الله 1998.
4. موسوعة الفن التشكيلي الفلسطيني في القرن العشرين (في مجلّدين)، عمّان، 2003.
5. نقد الشعر في القرن العشرين، الصايل للنشر والتوزيع، عمّان، 2012.
6. الكف الفلسطيني تناطح المخرز الأمريكي—الصايل للنشر والتوزيع عمان 2013.
7. النقد الثقافي المقارن- 2005- علم الشعريات 2007- جمرة النص الشعري 2007.

## جوائز، وأوسمة
- جائزة المركز الأول في الشعر، في الجامعات المصرية، الجهة المانحة: رئاسة جامعة القاهرة، الجمهورية العربية المتحدة، 1968.
- وسام القدس، الجهة المانحة: اللجنة المركزية للجبهة الديمقراطية لتحرير فلسطين، 1993.
- جائزة غالب هلسا للإبداع الثقافي، الجهة المانحة: رابطة الكتاب الأردنيين، عمَّان، الأردن، 1994.
- جائزة الدولة التقديرية، في الآداب، (حقل الشعر)، الجهة المانحة: وزارة الثقافة الأردنية، عمَّان، 1995.
- جائزة سيف كنعان، الجهة المانحة: حركة فتح الفلسطينية، 1998.
- جائزة التفوق الأكاديمي، والتميُّز في التدريس، الجهة المانحة: جامعة فيلادلفيا، 2005.
- جائزة الباحث المتميز في العلوم الإنسانية، عن كتابه: (علم التناصّ، والتلاصّ) الجهة المانحة: وزارة التعليم العالي الأردنية، 2008.[15]
- جائزة القدس، الجهة المانحة، الاتحاد العام للأدباء والكتاب العرب، القاهرة - يوليو 2011.[8]

## وفاته
تُوفي المناصرة يوم الاثنين 5 أبريل 2021 ميلاديًّا، الموافق 23 شعبان 1442 هجريًّا، في العاصمة الأردنية عمّان إثر مضاعفات إصابته بمرض كوفيد 19، عن عمر ناهز 74 عامًا.

## وصلات خارجية
- عز الدين المناصرة على موقع أرشيف الشارخ.
- مقابلة وثائقية مع عز الدين المناصرة / قناة العربية